# J. Roy Hunt
J. Roy Hunt, conosciuto anche come Roy Hunt o T. Roy Hunt (Caperton, 7 luglio 1884 – Sheffield, ottobre 1972), è stato un direttore della fotografia statunitense.
Nella sua carriera, durata dal 1916 al 1953, lavorò come direttore alla fotografia in 185 film (in solo uno di questi come operatore).

## Biografia
Direttore della fotografia, Hunt lavorò a lungo anche nel cinema muto, per cui firmò una cinquantina di film. A partire dal 1930, lavorò essenzialmente con la RKO Pictures. Tra i registi per cui ha lavorato, John Cromwell, Ernest B. Schoedsack, Victor Fleming, George Stevens, Jacques Tourneur, Edward Dmytryk (con lui girerà i suoi ultimi film negli anni cinquanta).
Dal western a musical (Hunt firmò anche dei film con Fred Astaire), dal dramma alle commedie (fu direttore della fotografia anche in pellicole interpretate dai fratelli Marx), il lavoro di J. Roy Hunt spaziò in ogni genere di film.

## Filmografia
Di seguito sono elencati i film girati da J. Roy Hunt come direttore della fotografia (Per "Shall We Dance", Hunt fece l'operatore alla macchina da presa)
- La figlia degli Dei (A Daughter of the Gods), regia di Herbert Brenon   (1916)
- War Brides, regia di Herbert Brenon  (1916)
- The Eternal Sin, regia di Herbert Brenon (1917)
- The Lincoln Cycle, regia di John M. Stahl  (1917)
- The Lone Wolf, regia di Herbert Brenon (1917)
- The Passing of the Third Floor Back, regia di Herbert Brenon (1918)
- Help Yourself, regia di Hugo Ballin   (1920)
- The Truth, regia di Lawrence C. Windom (1920)
- The Branded Woman, regia di Albert Parker (1920)
- Pagan Love, regia di Hugo Ballin (1920)
- What Women Will Do, regia di Edward José (1921)
- Passion Flower, regia di Herbert Brenon (1921)
- The Sign on the Door, regia di Herbert Brenon (1921)
- Woman's Place, regia di Victor Fleming (1921)
- The Wonderful Thing, regia di Herbert Brenon (1921)
- Love's Redemption, regia di Albert Parker (1921)
- Polly of the Follies, regia di John Emerson (1922)
- Smilin' Through, regia di Sidney Franklin (1922) (con il nome Roy Hunt)
- Sherlock Holmes, regia di Albert Parker (1922)
- Second Youth, regia di Albert Parker (1924)
- The Rejected Woman, regia di Albert Parker (1924)
- Her Own Free Will, regia di Paul Scardon (1924)
- Trouping with Ellen, regia di T. Hayes Hunter (1924)
- Dangerous Money, regia di Frank Tuttle (1924)
- Amore argentino (Argentine Love), regia di Allan Dwan (1924)
- Miss Bluebeard, regia di Frank Tuttle (1925)
- The Crowded Hour, regia di E. Mason Hopper (1925)
- Wildfire, regia di T. Hayes Hunter (1925)
- The Manicure Girl, regia di Frank Tuttle (1925)
- Wild, Wild Susan, regia di A. Edward Sutherland (1925)
- Lovers in Quarantine, regia di Frank Tuttle (1925)
- A Kiss for Cinderella, regia di Herbert Brenon (1925)
- The American Venus, regia di Frank Tuttle (1926)
- Dancing Mothers, regia di Herbert Brenon (1926)
- Gli eroi del deserto (Beau Geste), regia di Herbert Brenon (1926)
- Asso di cuori (The Ace of Cads), regia di Luther Reed (1926)
- New York, regia di Luther Reed (1927)
- Spider Webs, regia di Wilfred Noy (1927) (con il nome Roy Hunt)
- Rubber Heels, regia di Victor Heerman (1927)
- La scuola delle sirene (Swim Girl, Swim), regia di Clarence G. Badger (1927)
- She's a Sheik, regia di Clarence G. Badger (1927)
- Tastatemi il polso (Feel My Pulse), regia di Gregory La Cava  (1928)
- La casa del terrore (Something Always Happens), regia di Frank Tuttle (1928)
- La miniera di bebè (The Fifty-Fifty Girl), regia di Clarence G. Badger (1928)
- Eliotropio (Forgotten Faces), regia di Victor Schertzinger (1928)
- Take Me Home, regia di Marshall Neilan (1928)
- L'intruso (Interference), regia di Lothar Mendes, Roy Pomeroy (1928)
- The Doctor's Secret, regia di William C. de Mille (1929)
- The Dummy, regia di Robert Milton (1929)
- Close Harmony, regia di John Cromwell e A. Edward Sutherland (1929)
- La danza della vita (The Dance of Life), regia di John Cromwell, A. Edward Sutherland (1929)
- La piovra (Why Bring That Up?), regia di George Abbott (1929)
- The Virginian, regia di Victor Fleming (1929)
- The Mighty, regia di John Cromwell (1929)
- Ecco l'amore! (Love Comes Along), regia di Rupert Julian (1930)
- The Case of Sergeant Grischa, regia di Herbert Brenon (1930)
- Francesina (Alias French Gertie), regia di George Archainbaud (1930)
- Dixiana, regia di Luther Reed (1930)
- L'onesta segretaria (Lawful Larceny), regia di Lowell Sherman (1930)
- Leathernecking, regia di Edward F. Cline (1930)
- The Pay-Off, regia di Lowell Sherman (1930)
- Beau Ideal, regia di Herbert Brenon (1931)
- Behind Office Doors, regia di Melville W. Brown (1931)
- The Woman Between, regia di Victor Schertzinger (1931)
- High Stakes, regia di Lowell Sherman (1931)
- La sfinge dell'amore (Friends and Lovers), regia di Victor Schertzinger (1931)
- Consolation Marriage, regia di Paul Sloane (1931)
- Way Back Home, regia di William A. Seiter (1931)
- Girl Crazy, regia di William A. Seiter (1932)
- The Roadhouse Murder, regia di J. Walter Ruben (1932)
- L'età della ragione (The Age of Consent), regia di Gregory La Cava (1932)
- The Sport Parade, regia di Dudley Murphy (1932)
- Men of America, regia di Ralph Ince, William Boyd (non accreditato) (1932)
- Gli arditi del cinema (Lucky Devils), regia di Ralph Ince (1933)
- Oliver Twist, regia di William J. Cowen (1933)
- Troppa armonia (Emergency Call), regia di Edward L. Cahn (1933)
- Stolen by Gypsies or Beer and Bicycles, regia di Albert Ray  (1933)
- A doppia briglia (Double Harness), regia di John Cromwell (1933)
- Aggie Appleby Maker of Men, regia di Mark Sandrich (1933)
- Carioca (Flying Down to Rio), regia di Thornton Freeland (1933)
- The Meanest Gal in Town, regia di Russell Mack (non accreditato) (1934)
- Educande d'America (Finishing School), regia di George Nichols Jr., Wanda Tuchock (1934)
- Wrong Direction, regia di Alfred J. Goulding (1934)
- Let's Try Again, regia di Worthington Miner (1934)
- Hat, Coat, and Glove, regia di Worthington Miner (1934)
- Il treno fantasma (The Silver Streak), regia di Thomas Atkins (1934)
- Dangerous Corner, regia di Phil Rosen (1934)
- In a Pig's Eye, regia di Ben Holmes (1934)
- The Spirit of 1976, regia di Leigh Jason (1935)
- A Dog of Flanders, regia di Edward Sloman (1935)
- La maschera di mezzanotte (Star of Midnight), regia di Stephen Roberts (1935)
- Alibi Bye Bye, regia di Ben Holmes (1935)
- La donna eterna (She), regia di Lansing C. Holden, Irving Pichel (1935)
- Gli ultimi giorni di Pompei (The Last Days of Pompeii), regia di Ernest B. Schoedsack, Merian C. Cooper (non accreditato) (1935)
- La dominatrice (Annie Oakley), regia di George Stevens (1935)
- We're Only Human, regia di James Flood (1935)
- La villa del mistero (Muss 'em Up), regia di Charles Vidor (1936)
- Una moglie ideale (The Lady Consents), regia di Stephen Roberts (1936)
- Silly Billies, regia di Fred Guiol (1936)
- Il fantino di Kent (The Ex-Mrs. Bradford), regia di Stephen Roberts (1936)
- La forza dell'amore (The Bride Walks Out), regia di Leigh Jason (1936)
- L'incontentabile (Walking on Air), regia di Joseph Santley (1936)
- Without Orders, regia di Lew Landers (1936)
- Quartieri di lusso (Smartest Girl in Town), regia di Joseph Santley (1936)
- La ragazza di Parigi (That Girl from Paris), regia di Leigh Jason (1936)
- I demoni del mare (Sea Devils), regia di Benjamin Stoloff (1937)
- The Man Who Found Himself, regia di Lew Landers (1937)
- You Can't Buy Luck, regia di Lew Landers (1937)
- New Faces of 1937, regia di Leigh Jason (1937)
- Voglio danzar con te (Shall We Dance), regia di Mark Sandrich (1937) (operatore - non accreditato)
- The Life of the Party, regia di William A. Seiter (1937)
- Pronto per due (Breakfast for Two), regia di Alfred Santell (1937)
- Una donna in gabbia (Hitting a New High), regia di Raoul Walsh (1937)
- Radio City Revels, regia di Benjamin Stoloff (1938)
- Blond Cheat, regia di Joseph Santley (1938)
- Mother Carey's Chickens, regia di Rowland V. Lee (1938)
- Servizio in camera (Room Service), regia di William A. Seiter (1938)
- A Man to Remember, regia di Garson Kanin (1938)
- The Law West of Tombstone, regia di Glenn Tryon (1938)
- Boy Slaves, regia di P.J. Wolfson (1939)
- Almost a Gentleman, regia di Leslie Goodwins (1939)
- The Flying Irishman, regia di Leigh Jason (1939)
- Fixer Dugan, regia di Lew Landers (1939)
- Panama Lady, regia di Jack Hively (1939)
- The Girl and the Gambler, regia di Lew Landers (1939)
- Non puoi impedirmi d'amare (In Name Only), regia di John Cromwell (1939)
- Segreto mortale (Full Confession), regia di John Farrow (1939)
- The Wrong Room, regia di Lou Brock (1939)
- Reno, regia di John Farrow (1939)
- Married and in Love, regia di John Farrow (1940)
- The Saint's Double Trouble, regia di Jack Hively (1940)
- Little Orvie, regia di Ray McCarey (1940)
- You Can't Fool Your Wife, regia di Ray McCarey (1940)
- Prairie Law, regia di David Howard (1940)
- Cross-Country Romance, regia di Frank Woodruff (1940)
- Stage to Chino, regia di Edward Killy (1940)
- One Crowded Night, regia di Irving Reis (1940)
- Triple Justice, regia di David Howard (1940)
- I'm Still Alive, regia di Irving Reis (1940)
- They Met in Argentina, regia di Leslie Goodwins, Jack Hively  (1941)
- Parachute Battalion, regia di Leslie Goodwins (1941)
- Call Out the Marines, regia di William Hamilton, Frank Ryan (1942)
- Stella nel cielo (Syncopation), regia di William Dieterle (1942)
- Thundering Hoofs, regia di Lesley Selander (1942)
- Red River Robin Hood, regia di Lesley Selander (1942)
- Ho camminato con uno zombi (I Walked with a Zombie), regia di Jacques Tourneur (1943)
- The Avenging Rider, regia di Sam Nelson (1943)
- The Falcon and the Co-eds, regia di William Clemens (1943) (con il nome Roy Hunt)
- La spia di Damasco (Action in Arabia), regia di Léonide Moguy (1944)
- Heavenly Days, regia di Howard Estabrook (1944)
- What a Blonde, regia di Leslie Goodwins (1945)
- Lo strangolatore di Brighton (The Brighton Strangler), regia di Max Nosseck (1945)
- A Game of Death, regia di Robert Wise (1945)
- Black Beauty, regia di Max Nosseck (1946)
- Frontiere selvagge (Trail Strett), regia di Ray Enright (1947)
- The Devil Thumbs a Ride, regia di Felix E. Feist (1947)
- A Likely Story, regia di H.C. Potter (1947)
- Odio implacabile (Crossfire), regia di Edward Dmytryk (1947)
- Under the Tonto Rim, regia di Lew Landers (1947)
- The Arizona Ranger, regia di John Rawlins (1948)
- Gli avvoltoi (Return of the Bad Men), regia di Ray Enright (1948)
- Labbra avvelenate (Race Street), regia di Edwin L. Marin (1948)
- Indian Agent, regia di Lesley Selander (1948)
- Gun Smugglers, regia di Frank McDonald (1948)
- Brothers in the Saddle, regia di Lesley Selander (1949)
- Rustlers, regia di Lesley Selander (1949)
- Il re dell'Africa (Mighty Joe Young), regia di Ernest B. Schoedsack (1949)
- Brooklyn Buckaroos, regia di Leslie Goodwins (1950)
- Riders of the Range, regia di Lesley Selander (1950)
- Storm Over Wyoming, regia di Lesley Selander (1950)
- Linciaggio (The Lawless), regia di Joseph Losey (1950)
- Border Treasure, regia di George Archainbaud (1950)
- Rio Grande Patrol, regia di Lesley Selander (1950)
- From Rogues to Riches, regia di Leslie Goodwins (1951)
- Footlight Varieties, regia di D.W. Griffith, Benjamin Stoloff, Hal Yates (1951)
- Saddle Legion, regia di Lesley Selander (1951)
- Gunplay, regia di Lesley Selander (1951)
- Pistol Harvest, regia di Lesley Selander (1951)
- Avamposto telegrafico (Overland Telegraph), regia di Lesley Selander (1951)
- Road Agent, regia di Lesley Selander (1952)
- Target, regia di Stuart Gilmore (1952)
- Desert Passage, regia di Lesley Selander (1952)
- Bill or Be Killed, regia di Max Nosseck (1952)
- Otto uomini di ferro (Eight Iron Men), regia di Edward Dmytryk (1952)
- I perseguitati (The Juggler), regia di Edward Dmytryk  (1953)